# David Jenkins (pattinatore)
David Wilkinson Jenkins (Akron, 29 giugno 1936) è un ex pattinatore artistico su ghiaccio statunitense, specializzato nel singolo.

## Palmarès
| Internazionali               | Internazionali | Internazionali | Internazionali | Internazionali | Internazionali | Internazionali | Internazionali |
| Evento                       | 1954           | 1955           | 1956           | 1957           | 1958           | 1959           | 1960           |
| ---------------------------- | -------------- | -------------- | -------------- | -------------- | -------------- | -------------- | -------------- |
| Giochi olimpici invernali    |                |                | 3°             |                |                |                | 1°             |
| Campionati mondiali          | 4°             | 3°             | 3°             | 1°             | 1°             | 1°             |                |
| North American Championships |                | 2°             |                | 1°             |                |                |                |
| Nazionali                    |                |                |                |                |                |                |                |
| Campionati statunitensi      | 2°             | 2°             | 3°             | 1°             | 1°             | 1°             | 1°             |